# Anacamptis morio subsp. picta
Sous-espèce
Synonymes
- Anacamptis picta (Loisel.) R.M.Bateman[1]
- Herorchis morio subsp. picta (Loisel.) D.Tyteca & E.Klein[1]
- Herorchis picta (Loisel.) P.Delforge[1]
- Orchis aschersonii (Rouy) Soó[1]
- Orchis longicornu var. picta (Loisel.) Lindl.[1]
- Orchis morio var. longicalcarata Boiss.[1]
- Orchis nicodemi Cirillo ex Ten.[1]
- Orchis picta Loisel.[1]

Anacamptis morio subsp. picta, l'Orchis orné ou Orchis peint, anciennement Orchis picta Loisel., est une sous-espèce de plantes à fleurs de la famille des Orchidaceae (les Orchidées). C'est une plante herbacée terrestre européenne. 

## Taxinomie
La taxinomie relative à cette plante est en pleine évolution : 
Orchis picta Loisel. Mém. Soc. Linn. Paris 6: 431. 1827 est le basionyme de :
1. Anacamptis morio (L.) R.M. Bateman, Pridgeon & M.W. Chase subsp. picta (Loisel.) Jacquet & Scappat. Répartit. Orchid. Sauvages France, 3e éd., 3e mise à jour 7 (2003).
2. Anacamptis picta (Loisel.) R.M.Bateman Bot. J. Linn. Soc. 142(1): 12 (2003).
3. Herorchis morio (L.) D. Tyteca & E.Klein subsp. picta (Loisel.) D. Tyteca & E. Klein J. Eur. Orch. 40(3): 541. 2008 [27 Sep 2008]
4. Herorchis picta (Loisel.) P.Delforge Naturalistes Belges 90 (Orchid. 22): 25. 2009

## Distribution
En France métropolitaine, cette orchidée est localisée aux départements du sud et à la Corse.